# Битва біля Коллінських воріт
Битва біля Коллінських воріт — битва, яка відбулась 1 листопада 82 року до Р. Х. і була останньою (вирішальною) битвою в громадянській війні між Луцієм Корнелієм Суллою та маріанцями. Результатом битви стала перемога оптиматів: Сулла забезпечив собі контроль над Римом й Італією.

## Передісторія
У 82 році громадянська війна набула вирішальної фази. Більша частина військових дій відбувалась у північній Італії. І луканці, і самніти воювали разом з маріанцями. Після невдалого маневру Гнея Карбона та Гая Норбана оточити табір Квінта Метелла, що завершилося поразкою та втратою приблизно 10 000 людей, легіон луканців та інші війська, які стояли поблизу Фавенції, перейшли на бік Сулли. Іншу частину війська Карбона сулланці також перемогли біля міста Плаценція (Placentia), тому лідер маріанців втік в Африку. Його лейтенанти Гай Карріна, Гай Цензорін, і Луцій Дамасіпп із залишком своїх уцілілих військових сил об'єднались з самнітами поблизу Пренесте. Таким чином вони намагалися пробитися через перевали, що контролювали сулланці, до яких вже поспішали сили Помпея та Метелла, тому самніти разом з маріанцями вирушили на Рим, маючи на меті заволодіти містом. Коли Сулла дізнався про це, то послав свою кінноту вперед, щоб перешкодити їм шлях, а сам направив свою армію до столиці. Світанком військо маріанців прибуло першим, що викликало занепокоєння в місті. На жаль для сулланців, загартовані в боях самніти, які були частиною маріанських сил у Римі, легко розігнали атаку кавалерії, убивши багатьох. Однак затримка дозволила загону кавалерії, який попередньо послав Сулла, перевести дух, організуватися й почати переслідувати ворога. Прибуття кінноти Сулли довело як римлянам, так і самнітам, що Сулла не зупиниться на своєму шляху. Телезін вирішив дочекатися прибуття Сулли й розгорнув свою армію трохи подалі від Коллінських воріт. Основна армія Сулли прибула опівдні й отаборилися біля храму Венери Еруцини, за стінами Риму, неподалік від Коллінських воріт..

## Хід битви
Командири Сулли були стурбовані станом солдатів після їхніх форсованих вимушених дій. Вони наполягали на тому, що протистоять не дезорганізованим популярам, яких вони легко перемагали не один раз, а самнітам і луканцям — високомотивованим, досвідченим і войовничим супротивникам, які на цей раз входили в число маріанців. Вони закликали Суллу почекати й дати солдатам відновитися протягом ночі. Але Сулла дозволив своїм людям лише поїсти й відпочити кілька годин. Потім він організував свої бойові лінії, і, о четвертій годині, коли сонце вже зайшло, почався бій. Після важкої боротьби ліве крило Сулли було відкинуто назад, буквально впершись до стіни. Задні ряди намагалися шукати притулку у стінах, але солдати, які стояли там, побачивши побратимів лівого флангу разом з маріанцями, скинули на них герса і змусили битися далі. Сулла під'їхав до лівого крила і спробував відновити ситуацію; він благав своїх людей, деяким почав погрожувати, він навіть фізично повернувся навколо, щоб зіткнутися з ворогом. Ряди, які він намагався зберегти, були розбиті з важкими жертвами. Зрештою Сулла та більшість з лівого крила опинилися у своєму таборі. Саме тоді прибули гінці від Марка Ліцинія Красса, який прийняв командування правим крилом, тоді як Сулла повністю приділяв увагу лівому. Красс повідомив, що його люди повністю розгромили маріанців, що стояли перед ними. Він хотів знати, чи міг би зараз отримати припаси, щоб перерватись на вечерю. Сулла використав перемогу Красса, щоб підняти моральний дух своїх людей і контратакував маріанців. Бій тривав всю ніч і ранок наступного дня. Маріанський полководець Альбін і самнітський полководець Понтій Телезін були вбиті, а їхній табір був захоплений. Марцій, Карріна і луканець Марк Лампоній втекли. Кількість загиблих з обох сторін оцінюється в 50 тис. Полонених було 6-8 тис., загалом самніти.

## Наслідки
Полонених відвели на Марсове поле, зачинили в цирку і всіх до одного перебили. Сулла зібрав засідання сенату в храмі Беллони, богині війни. «В той час, як він починав свою промову, — розповідає Плутарх, — військові, яким це було доручено, почали нещадно бити 6 тисяч полонених. Крик стількох людей, яких різали стиснених на невеликому просторі, лунав до храму. Сенатори скам'яніли від жаху. Але Сулла продовжував свою промову і тільки вказав сенаторам, щоб вони слухали його уважніше й не хвилювались, що відбувається ззовні: там, за його наказом, дають урок негідникам». Полководців Марція й Карріну схопили й привезли вже наступного дня. Не дивлячись на те, що вони були римлянами, Сулла вбив їх. Він послав свого лейтенанта Лукреція показати їхні голови перед стінами Пренесте, де Гай Марій Молодший був в облозі. Хоча Гай Веллей Патеркул писав, що Сулла наказав, щоб голову Телезіна, закріплену поверх списа, несли навколо стін Пренесте, не згадавши ані про Марція, ані про Каррину. Жителі Пренесте розуміли, що армія Марія була знищена і Сулла тепер буде контролювати всю Італію, тому здалися. Марій сховався в підземному тунелі, а потім покінчив життя самогубством. Його голову відрізали й відправили Суллі, який насміхався з молодості мертвого консула. Командирів з-поміж сенаторів було страчено, інших — заарештовано, а вже потім вбито, по приїзду самого Сулли, коли він дістався Пренесте. Жителі цього міста мали поділитися на римлян, самнітів і пренестів. Тоді глашатай сказав римлянам, що вони заслуговують на смерть, але він їх все ж таки помилує. Всіх інших було перебито, за виключенням жінок та дітей. Саме місто, яке до цього було одним з найбагатших, Сулла наказав розграбувати. Інше місто — Норба, яке все ще чинило опір, було захоплено Марком Лепідом, через внутрішню зраду. Мешканці Норби самовіддано душилися мотузками або за згодою вбивали один одного, інші ж підпалювали себе в будинках, тож від міста нічого не лишилося, воно вже не представляло жодної здобичі. Битва біля Коллінських воріт, по суті, закінчила громадянську війну. Інші міста тримались довше, але врешті-решт або здавались, або захоплювались силою. Всюди розігрувались сцени масових вбивств.